# Eclipse de luna (telenovela)
Eclipse de luna es una telenovela chilena, de género drama romántico, dirigido por Cristián Mason y emitido por Canal 13 desde el 10 de marzo hasta el 25 de julio de 1997. Es protagonizada por Aline Kuppenheim, Cristián De La Fuente, Claudia Conserva, Guido Vecchiola, Roberto Poblete y Gloria Münchmeyer.
Fue grabada en el pueblo de Guacarhue, región de O'Higgins. Compitió con las teleseries Oro verde y Rossabella (de TVN y Megavisión respectivamente), siendo desplazada por su rival de TVN al segundo lugar por un amplio margen.

## Argumento
San Roque, pueblo mágico, apacible, privilegiado por la naturaleza y cercano a la ciudad, aún conserva sus tradiciones y cosas simples. Una parte pertenece a una antigua y extensa hacienda y otra a lugareños de siempre, como la familia de Román Celis (Cristián de la Fuente), el joven protagonista. Recién titulado de arquitecto, es hijo de Ana (Gloria Münchmeyer) y Genaro (Eduardo Mujica). Él, mientras estudiaba en Santiago conoció a Almendra (Aline Kuppenheim), una joven abogada con la cual mantiene un buen romance. Sin que los habitantes del pueblo se enteren, Eva Fernández (Malú Gatica), una anciana y bondadosa terrateniente, vende sus terrenos a una constructora, pero lo hace sin saber las consecuencias, pues su inescrupulosa sobrina Roxana (Esperanza Silva), perteneciente a la Constructora O'Neal, la induce y engaña para hacerlo. Dante O'Neal (Roberto Poblete), máximo jefe de la empresa está a punto de cumplir su más ansiado sueño, un Resort, el más moderno y grande de Latinoamérica construido encima del apacible pueblo.
Casi seis meses después, luego de haber reunido a mucha gente, Dante comienza su trabajo y decide trasladarse a San Roque junto a Roxana, su socio Jeremías Holtz (Alfredo Castro), su esposa Fedora (Sandra Solimano) y Carolina (Claudia Conserva), su mimada y pedante hija. Todo cae de sorpresa cuando Mancilla (José Secall), jefe de los obreros, llega con una orden de demolición a la casa de la familia Ilich. Ahí la alerta llega. El principal conflicto sucede cuando Carolina llega creyéndose la dueña del pueblo y se enamora caprichosamente de Román, convirtiéndose en la rival de Almendra. Carolina decide montar una obra perfecta: hacer que su padre contrate a Román como arquitecto del resort.
Dante acepta, pero haciéndolo firmar miles de cosas que sin que el joven sepa, lo involucran demasiado con los asuntos legales de O'Neal, a fin de culparlo si algo sale mal. Todo se desarma pues la ambición de Román lo hace firmar el contrato, yendo en contra de su propio pueblo y de Almendra, que está dispuesta a defender como abogada al amenazado pueblo. Además Omar, el padre de Almendra, es abogado por excelencia y es un gran enemigo de Dante por razones desconocidas en el inicio de la historia. Para complicar más el panorama llega a San Roque Diego Landa (Guido Vecchiola), un antiguo amigo y rival de Román, que se enamora de Almendra y por sus características conquista a la joven de inmediato.
El Padre Ignacio, un padre de origen uruguayo muy joven y activo decide formar un grupo para conversar y combatir la situación. Ahí aparece Ana, madre de Román, quien por las vueltas de la vida tuvo un romance con Dante y hará todo lo posible por detener a su antiguo amor. Ana es la directora de la escuela y bajo su mando están la pareja de profesores, el mujeriego Faustino (Francisco López) y la tímida Julia (Katty Kowaleczko) que guarda un secreto: es millonaria. Ambos se enamoran de inmediato, pero les costará declararse. Así, entre medio de la conmoción del pueblo comenzará no solo un eclipse de Luna entre los pobres y ricos sino uno natural que traerá muchas consecuencias y vendrá a renovar el espíritu de fin de siglo.

## Elenco
- Aline Kuppenheim como Almendra Riva.
- Cristian de la Fuente como Román Celis.
- Claudia Conserva como Carolina O'Neal.
- Guido Vecchiola como Diego Landa.
- Gloria Münchmeyer como Ana Celis.
- Tomás Vidiella como Omar Riva.
- Roberto Poblete como Dante O'Neal.
- Fernando Kliche como Padre Ignacio.
- Rebeca Ghigliotto como Hortensia de Ilich.
- Marés González como Stefanie O'Neal.
- Malú Gatica como Eva Fernández.
- Alfredo Castro como Jeremías Holtz.
- Esperanza Silva como Roxana Fernández.
- Alex Zisis como Vladimir Ilich.
- Sandra Solimano como Fedora Fellini.
- Eduardo Mujica como Génaro Celis.
- Gabriela Hernández como Carmen Vega.
- José Secall como Mancilla.
- Boris Quercia como Alejandro Ilich.
- Paulina Urrutia como Eliana "Luly".
- Daniel Muñoz como Sandro Ríos Garmedia.
- Marcela Osorio como Corín.
- Pedro Vicuña como José Quiroz.
- Eliana Vidiella como Elba de Quiroz.
- Felipe Armas como Pedro Aliaga.
- Tatiana Molina como Olga de Aliaga.
- Victoria Gazmuri como Paola Vega.
- Hernán Hevia como Max.
- Carlos Concha como Felipe.
- Andrea Freund como Claudia Riva.
- Katty Kowaleczko como Julia.
- Felipe Viel como Tomás Ilich.
- Francisca García Huidobro como Patricia Aliaga.
- Francisco López como Faustino.
- Rodrigo Canales como Gastón Quiroz.
- Rodrigo Rochet como Gonzalo Celis.
- Antonia Zegers como Verónica Aliaga.
- Alfonso Vadell como Leo.
- Roxana Bajraj como Susana Quiroz.
- Sergio Urrutia como Telmo.
- Patricia Guzmán como Loredana.
- Ximena Rivas como Magaly.
- Cuca Navarro como Antonieta.
- María Elena Duvauchelle como Margarita
- Gloria Canales como Elsa.
- Teresa Münchmeyer como Dorita.
- Claudia Paz como Teresa Garmendia
- Osvaldo Lagos como Dr. Romo.
- Daniel Alcaíno como José Luis "Kenito".
- Marcelo Alonso como Gustavo
- Mane Nett como madre de Felipe.
- Eduardo Baldani como padre de Felipe.
- Silvia Novak como alcaldesa de San Roque.
- Regildo Castro como obrero.
- Ignacio Verdugo como obrero.
- Yanko Vaculic como obrero.

## Banda sonora
1. ESKP - Cerca de Casa
2. Ricky Martin - Fuego de Noche, Nieve de Día
3. Marcela Ferrari - Mil Horas
4. Paolo Meneguzzi - Eres el Fin Del Mundo
5. Cristian Castro - Vuélveme a Querer
6. Maná - Hundido en un Rincón
7. La Rue Morgue - Nunca fui tu Amor
8. Laura Pausini - Las Cosas que Vives
9. Kid Abelha - Gran Hotel
10. Los Rodríguez - Mucho Mejor
11. Los Diablos Azules - Esta Noche hay Party
12. Danza Invisible - A sudar
13. Fey - Muévelo
14. Chayanne - Solamente tu Amor
15. Cristian Zalles - No me Hagas Renunciar